# Spodoptera exempta
Espèce
Spodoptera exempta, à la chenille communément appelée Chenille légionnaire d'Afrique ou Chenille défoliante, est une espèce d'insectes lépidoptères (papillons) de la famille des Noctuidae. Cette espèce s'attaque principalement aux cultures de maïs, les chenilles sont capables de détruire des champs entiers en quelques semaines.

## Synonymes

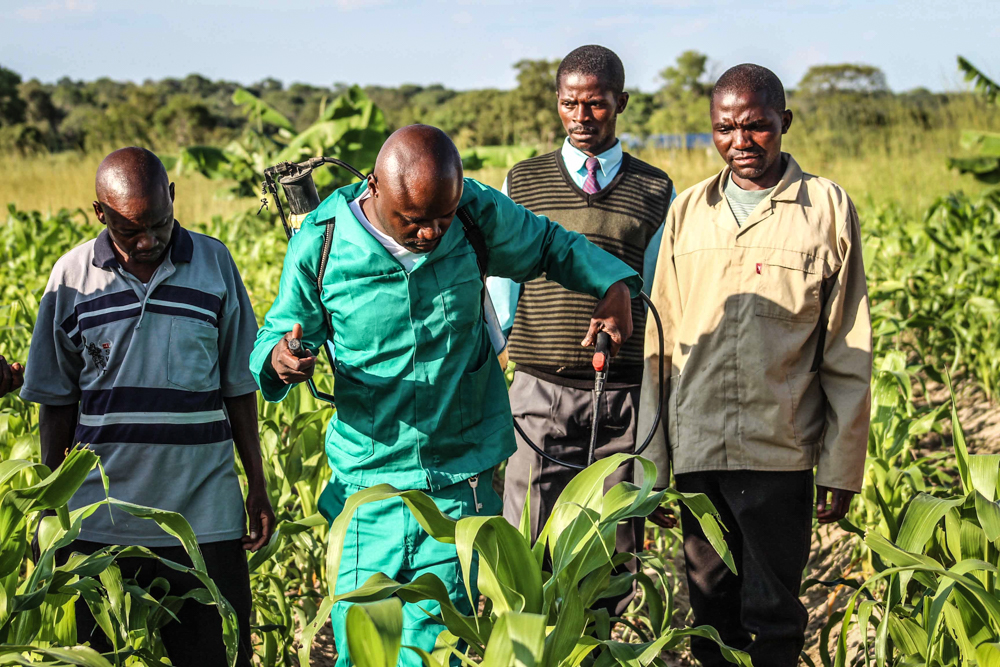
Traitement d'un champ de maïs infesté en Zambie.

Selon CAB International :
- Agrotis exempta Walker 1856
- Caradrina exempta
- Laphygma exempta Hampson 1909
- Leucania exempta
- Prodenia bipars Walker 1857
- Prodenia exempta Walker
- Prodenia ingloria Walker 1858

## Distribution
L'aire de répartition de Spodoptera exempta comprend l'Afrique subsaharienne (principalement en Afrique orientale), la péninsule Arabique, l'Asie du Sud-Est, l'Australasie (Papouasie-Nouvelle-Guinée, îles Salomon, Nouvelle-Calédonie et côtes nord et est de l'Australie) ainsi que l'Océanie (y compris Hawaï).